# Le Berceau
Pour les articles homonymes, voir Berceau (homonymie).
Le Berceau est un tableau réalisé par Berthe Morisot en 1872. Cette huile sur toile représente une jeune femme veillant sur un nourrisson dans un berceau. Elle est conservée au musée d'Orsay, à Paris.

## Historique
Édouard Manet, observant en 1868 deux jeunes femmes faisant de la peinture auprès d'Henri Fantin-Latour à Ville-d’Avray aurait confié à celui-ci : « Je suis de votre avis, les demoiselles sont charmantes. C’est fâcheux qu’elles ne soient pas des hommes ; cependant elles pourraient, comme femmes, servir la cause de la peinture en épousant chacune un académicien ».
Les deux jeunes femmes en question sont Berthe Morisot et une de ses sœurs, de quelques années son aînée, Edma. Edma Morisot s'arrête de peindre après son mariage avec Adolphe Pontillon. Berthe Morisot continue et est remarquée pour ses talents.
Dans cette œuvre de Berthe Morisot, Le Berceau, c'est Edma qui lui sert de modèle, (comme dans plusieurs œuvres) pour la mère perchée sur son enfant. L'enfant, c'est la fille d'Edma et la nièce de Berthe Morisot, Blanche Pontillon. La toile, de 56 cm sur 46, est réalisée en 1872.
Elle est présentée à la première exposition des peintres impressionnistes en 1874,,. Ce n'est pas la toile la plus remarquée ni la plus commentée, mais elle est bien accueillie par les critiques qui l'évoquent. Quelques remarques sont cependant imprégnées d'un profond sexisme, comme ce commentaire du journaliste Albert Wolff : « Il y a aussi une femme dans le groupe, comme dans toutes les bandes fameuses », écrit-il, « elle s'appelle Berthe Morisot. Chez elle, la grâce féminine se maintient au milieu des débordements d'un esprit en délire. ». Berthe Morisot est en effet la seule femme peintre dont une partie de l'œuvre (une vingtaine d'œuvres) est exposée au sein de cette exposition restée célèbre,.
1874, c'est aussi, quelques mois après cette même exposition, l'année du mariage de Berthe Morisot avec le frère d'Édouard Manet, peintre également, Eugène Manet. Dans l'acte d'état-civil, Berthe Morisot est dite « sans profession » et son époux est qualifié de « propriétaire ». Cet époux, Eugène Manet, va l'encourager à poursuivre ses créations artistiques.

## Description
Morisot peint une scène de genre intime, celle d'une chambre à coucher. Au premier plan, on peut voir un berceau avec un long voile dans lequel un bébé dort. Le visage potelé, avec un bras replié et un nœud dans les cheveux, il porte une robe blanche. Au second plan, est assise dans un fauteuil une jeune femme de profil, les cheveux juste retenus. Portant un tour de cou de velours noir, vêtue d'une chemise en dentelle blanche et d'une robe d'intérieur à rayures bleu marine et noir, elle écarte légèrement de la main droite le voile de tulle du rideau du berceau pour contempler son enfant qu'elle veille dans une pose mélancolique.

## Analyse
« La façon dont Berthe peint cette enfant avec des blancs détrempés, des gris frottés et des petits points roses parsemés sur le bord du tissu suppose un pinceau extraordinairement libre qui contraste avec les traits nettement dessinés de la mère », écrivent Ch. Stuckey, W. Scott et S. Lindsay dans le catalogue d'une rétrospective consacrée à Berthe Morisot, en 1987. La douceur de la scène représentée a été souvent mise en avant, mais ce tableau évoque sans doute aussi, pour Berthe Morisot, l'image d'un enfermement des jeunes femmes dans la vie domestique.

## Propriétaires de l'œuvre
Après avoir cherché sans succès à vendre cette toile, Berthe Morisot renonce et ne l'expose plus. La toile reste dans la famille du modèle et fait partie de la collection de Blanche Forget (dont le nom de famille est Blanche Pontillon : c'est l'enfant d'Edma, l'enfant représentée dans le berceau). Elle est acquise par l'État français via le musée du Louvre en 1930. Elle est présentée au musée du Louvre, puis à la galerie du Jeu de Paume. En 1986, elle est accrochée au Musée d'Orsay à la création de cette institution parisienne.